# Tithrone roseipennis
Tithrone roseipennis är en bönsyrseart som beskrevs av Henri Saussure 1870. Tithrone roseipennis ingår i släktet Tithrone och familjen Acanthopidae. Inga underarter finns listade i Catalogue of Life.

## Bildgalleri

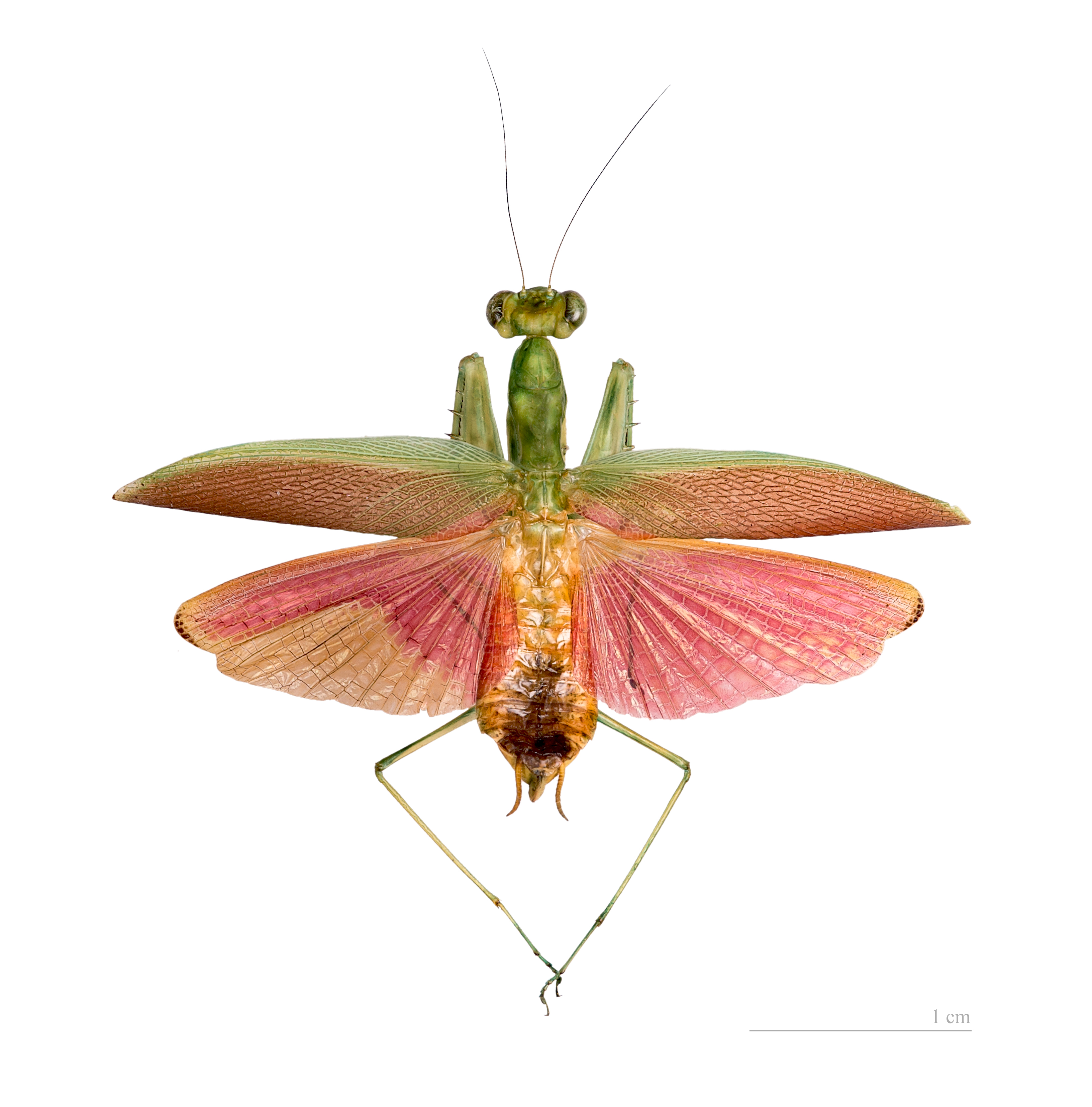
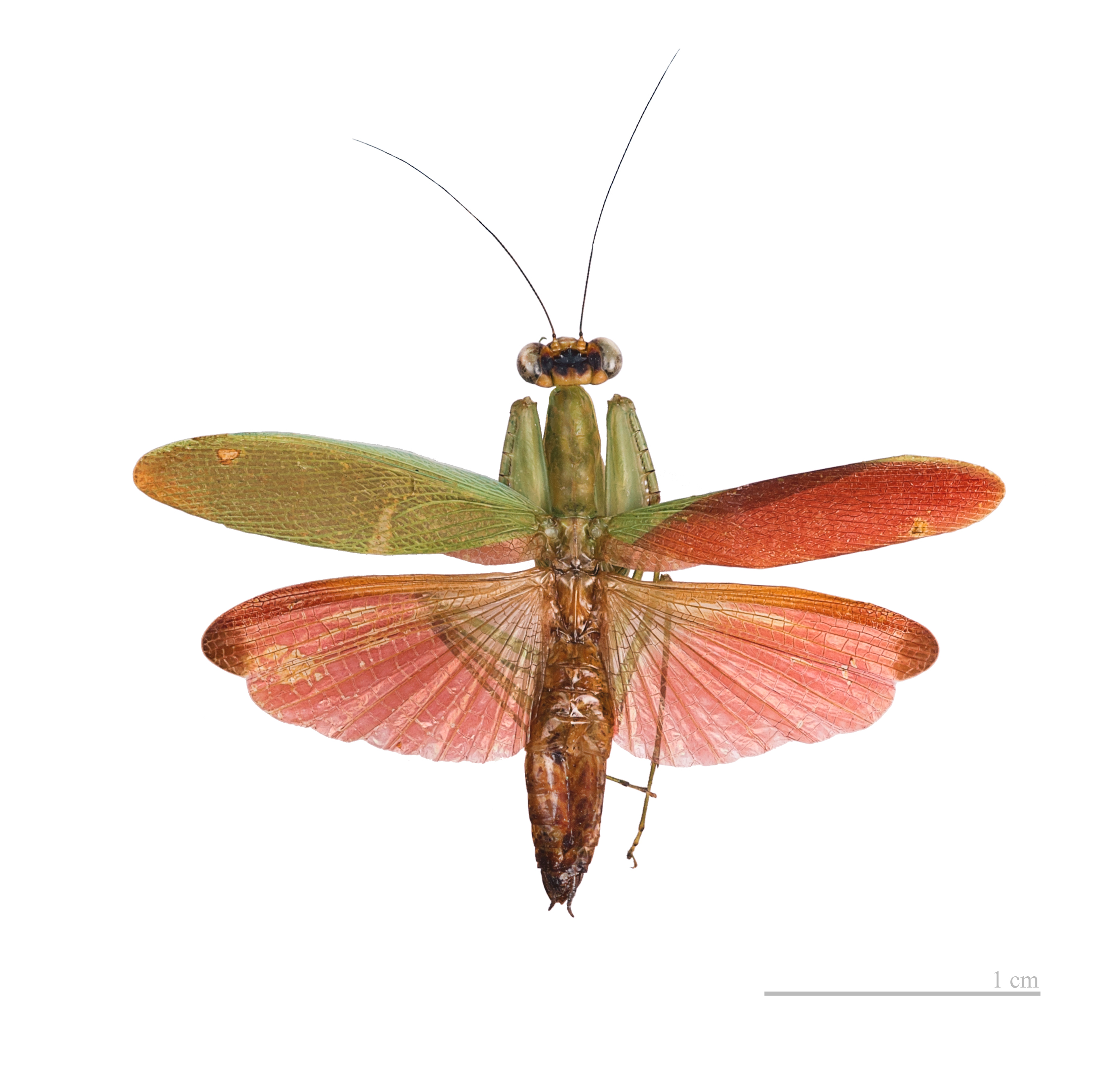
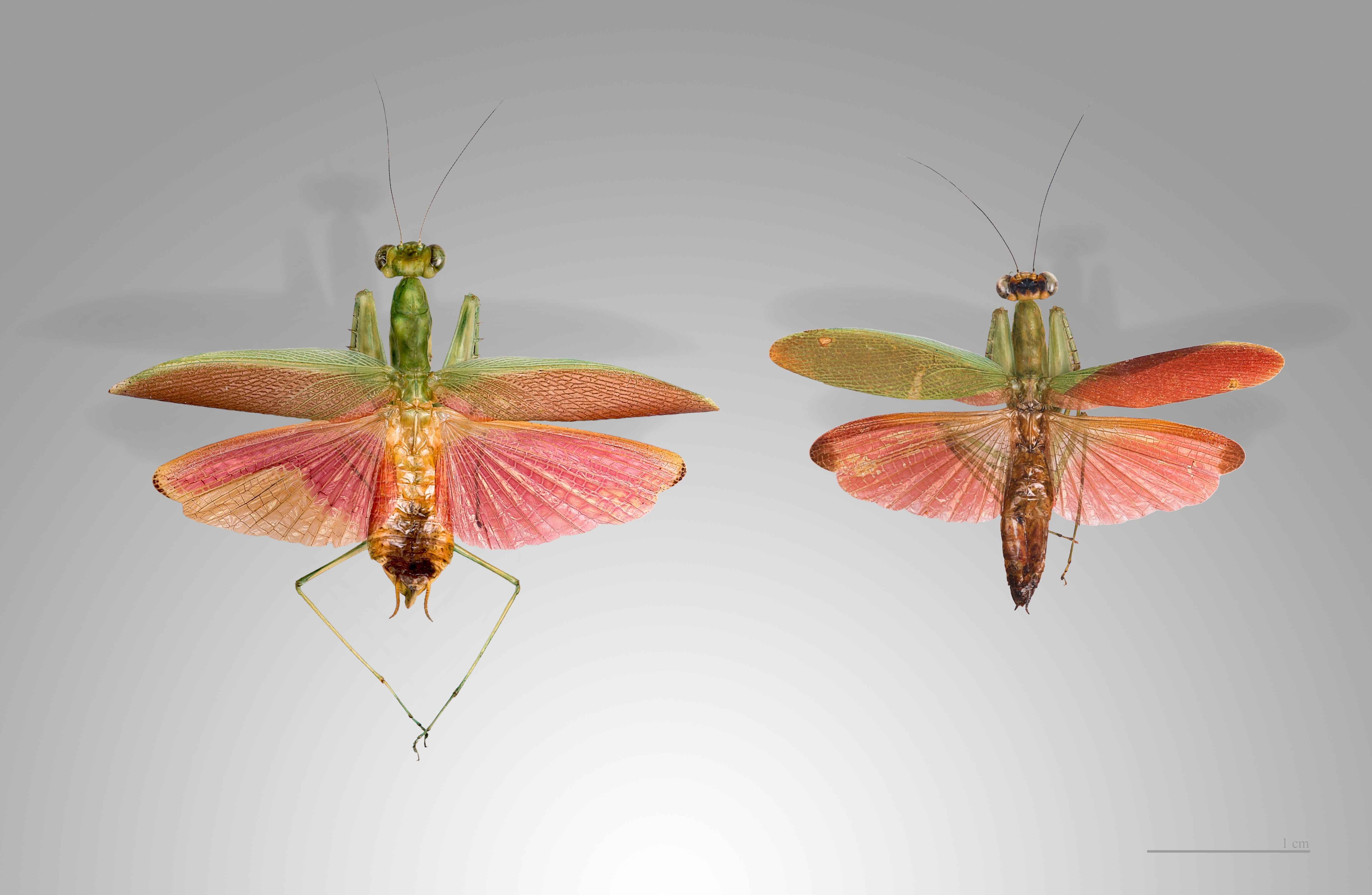